# Riber vermell

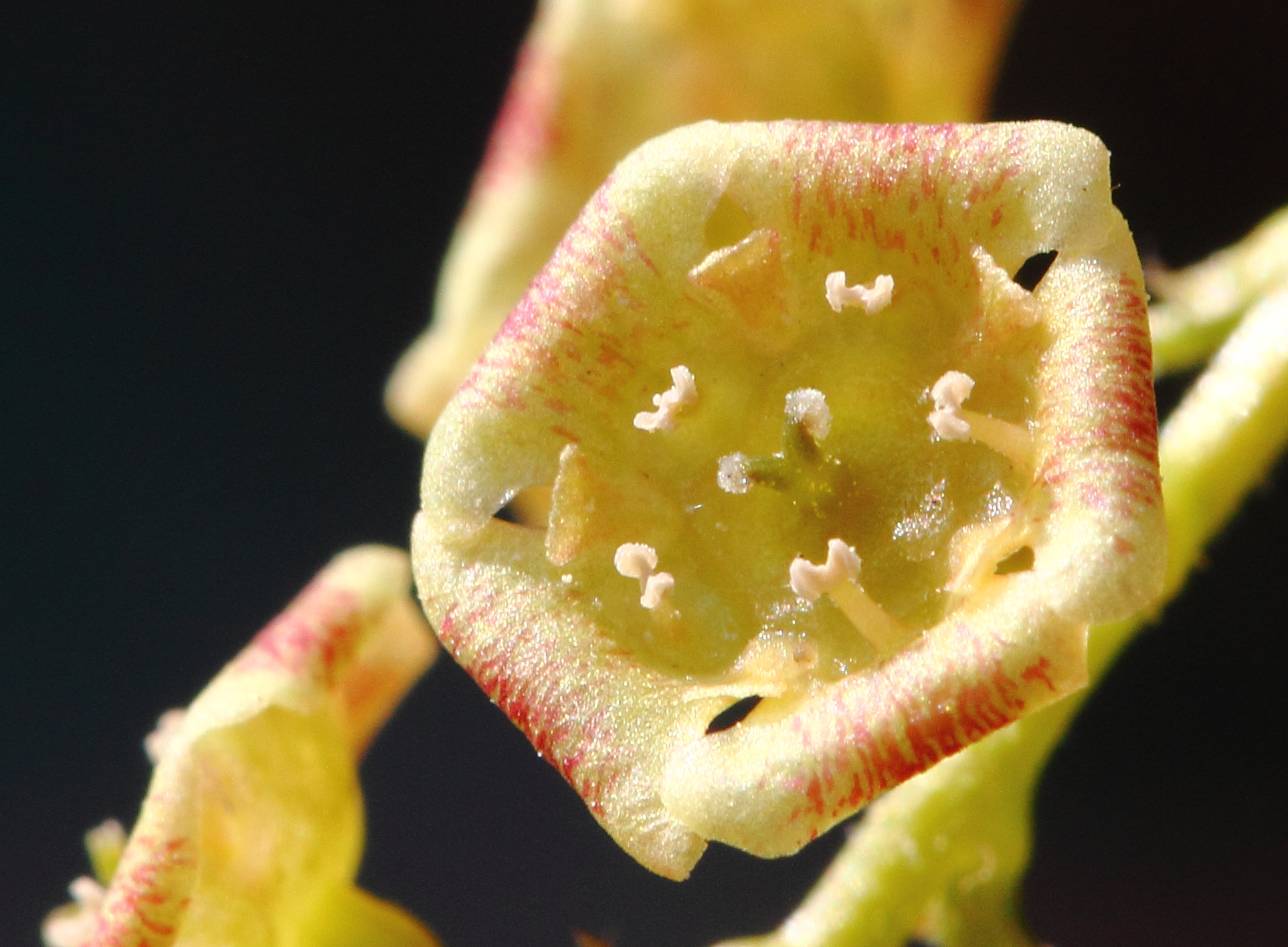
Detall d'una flor, s'hi aprecien ens cinc sèpals corbats sobre l'anvers, els cinc petits pètals que s'alternen amb els cinc estams amb les anteres bifurcades i els dos estils al mig amb els corresponents estigmes.

El riber vermell (Ribes rubrum) és una espècie de planta amb flors del gènere Ribes dins la família de les grossulariàcies (Grossulariaceae). És una planta nativa d'Europa Occidental.
Addicionalment pot rebre els noms d'agrassó, grosella, grosella vermella, groseller vermell, riba, riber, riber roig i ribes. També s'han recollit les variants lingüístiques agrasó, pinsons, pinsus, pinsús i rimes. El fruit s'anomena riba, grosella o grosella vermella.

## Descripció
És un arbust de caducifoli que fa al voltant d'1,5 metres d'altura. Les fulles, d'una mida aproximada de 6 x 7 cm, acostumen a tenir tres lòbuls, però en poden ser cinc, són dentades, l'anvers és pubescent, tenen una nervadura palmada ben marcada i estan disposades en espiral al voltant de la tija. Les flors són poc vistoses de color verdós, de poc més d'un centímetre de diàmetre i amb cinc pètals petits i molt poc evidents. El calze és format per 5 sèpals molt més grans que els pètals i fàcilment es poden confondre amb aquests, són groguencs, involuts (corbats sobre l'anvers) i acostumen a tenir unes taques rogenques. L'androceu és format per cinc estams, situats de manera alternada amb el pètals, les seves anteres tenen les teques com bifurcades. Al gineceu l'ovari, de color verd, presenta dos estils. Les flors s'agrupen en inflorescències penjants en raïm de 4 a 8 cm de llargària i amb un nombre de flors d'entre 10 0 20. El fruit és una baia de 8 a 12 mm de diàmetre de color verdós que esdevé vermell brillant translúcid a la maturitat. Els fruits són àcids i mengívols.

## Taxonomia
Aquesta espècie va ser publicada per primer cop l'any 1753 a l'obra Species Plantarum de Carl von Linné (1707-1778).

### Sinònims
Els següents noms científics són sinònims de Ribes rubrum:
- Sinònims homotípics

- Grossularia rubra (L.) Scop.
- Ribes hortense Hedl.
- Ribes sylvestre subsp. hortense Hyl.
- Ribes vulgare Lam.
- Ribes vulgare var. hortense Lam.
- Ribesium rubrum (L.) Medik.

- Sinònims heterotípics

- Ribes acerifolium K.Koch
- Ribes acidum Ehrh.
- Ribes albescens Poit. & Turpin
- Ribes albicans Poit. & Turpin
- Ribes albovirens Poit. & Turpin
- Ribes auriculatum Poit. & Turpin
- Ribes baicalense Turcz. ex Steud.
- Ribes carneum Poit. & Turpin
- Ribes domesticum Jancz.
- Ribes fleischmannii Rchb. ex K.Koch
- Ribes glabrum (Hedl.) Sennikov
- Ribes hladnickianum Freyer ex Steud.
- Ribes houghtonianum Jancz.
- Ribes macrocarpum Jancz.
- Ribes officinarum Dum.Cours.
- Ribes pendulum Salisb.
- Ribes racemosum Poit. & Turpin
- Ribes rubrum var. domesticum Wallr.
- Ribes rubrum var. dulce Gray
- Ribes rubrum subsp. glabrum Hedl.
- Ribes rubrum var. parvum Gray
- Ribes rubrum subsp. sativum (Rchb.) Syme
- Ribes rubrum var. sativum Rchb.
- Ribes rubrum var. scandicum Jancz.
- Ribes rubrum var. sylvestre (Lam.) Wallr.
- Ribes rubrum var. variegatum Weston
- Ribes rubrum var. virescens Regel
- Ribes rubrum subsp. vulgare O.Schwarz
- Ribes sativum (Rchb.) A.Berger
- Ribes sativum f. macrocarpum (Jancz.) Rehder
- Ribes sativum var. variegatum (Weston) Rehder
- Ribes sativum f. variegatum (Weston) Rehder
- Ribes sibiricum K.Koch
- Ribes smidtianum (Sow. ex Syme) Hedl.
- Ribes sylvestre (Lam.) Mert. & W.D.J.Koch
- Ribes sylvestre var. smidtianum Sow. ex Syme
- Ribes vinosum Dum.Cours.
- Ribes vulgare var. sylvestre Lam.

## Conreu i usos
Són plantes pròpies de clima temperat fred. Es multipliquen per via vegetativa, esqueixos que arrelen molt fàcilment, ja que les llavors, com en altres plantes, no reprodueixen fidelment les característiques de la varietat. No és gaire exigent ni en aigua ni en nutrients. Resisteix molt bé l'efecte d'una glaçada. És molt conreat a molts països europeus. Als Països Catalans no es conrea gaire. El riber vermell és un fruit àcid que més que menjat cru s'utilitza per fer suc, xarop i melmelades. És ric en vitamina C i facilita la digestió. Pel contingut de sucre elevat del nèctar, les flors són apreciades per les abelles.
El conreu del riber vermell va començar al segle XVI als Països Baixos, Dinamarca i a les planes costaneres del Bàltic, hi ha informació documental sobre les propietats medicinals atribuïdes als fruits i sobre els seus usos culinaris. Un memoràndum de l'any 1629 recull la introducció de la varietat cultivar 'Red Dutch' als Estats Units, però l'expansió del conreu en aquest país es va estroncar vers la fi del segle XVIII i principis del segle XIX arran d'una malura que afectava les plantacions de pi, produïda pel fong Cronartium rubicola i que era transmesa per les plantes del gènere Ribes, per frenar-la es va prohibir el conreu de les plantes d'aquest gènere al país.